# أمينة بركات
أمينة بركات (1953 - 24 يونيو 2025)، هي ممثلة مغربية امتدت مسيرتها المهنية لأكثر من أربعين سنة.

## حياتها
وُلدت بمدينة الدار البيضاء عام 1953، عملت في المسرح والسينما. ممثلة مسرحية وتلفزيونية قديرة، شاركت بالعديد من الأعمال المسرحية والتلفزية إلى جانب عمالقة الفن المغربي، وكان لها حضور وازن على الخشبة وفوق الركح. لها عدة أعمال فنية.
بدأت أمينة بركات مسيرتها في نهاية السبعينات، وشاركت في عدد من الأعمال المسرحية التي لاقت صدى كبيرًا لدى الجمهور، من بينها مسرحية «فرملية والدكتور» التي حققت نجاحًا لافتًا. كما تألقت على الشاشة الصغيرة من خلال مشاركاتها في عدة مسلسلات تلفزيونية.

## وفاتها
توقيت يوم الثلاثاء 24 يونيو 2025 عن عمر يناهز السبعين عامًا، وذلك بعد معاناة طويلة مع المرض.

## من اعمالها
- الأبرياء (مسلسل مغربي) (2006).
- خمسة وخميس (مسلسل مغربي) (1988).